# Chiến dịch tấn công Lyuban
Chiến dịch tấn công Lyuban (tiếng Nga: Любанская наступательная орерация) là một trận đánh diễn ra giữa Hồng quân Liên Xô và quân đội Đức xảy ra trong Chiến tranh Xô-Đức thuộc Chiến tranh thế giới thứ hai, kéo dài từ ngày 7 tháng 1 năm 1942 đến ngày 30 tháng 4 năm 1942. Trong trận đánh này, Phương diện quân Volkhov của quân đội Liên Xô đã mở một cuộc tấn công quy mô lớn nhằm đánh bại Tập đoàn quân số 18 của quân Đức và phá giải vòng vây của phía Đức đối với thành phố Leningrad. Tuy nhiên, cuộc tấn công này đã thất bại và Tập đoàn quân xung kích số 2 (chỉ huy: A. A. Vlasov) của Liên Xô đã bị quân Đức bao vây và tiêu diệt.

## Địa hình và thời gian

### Địa hình
Chiến sự diễn ra tại một khu vực nhỏ hẹp nằm ở tỉnh Leningrad (nay là một phần của tỉnh Novgorod) được bao bọc bởi sông Volkhov. Từ Volkhov ở cánh Nam, trận tuyến chạy qua làng Lyubtsy ở phía Tây của sông, qua làng Glukhaya Kerest, Pyatilapy, Volosovo, và vòng lên phía Bắc băng qua Donets, Ostrov, Yeglino, và đi qua phía Đông sang Voronina Ostrova, sau đó đi xuống phía Đông Nam sang Apraksin Bor, Krivino, Priyutino rồi vòng trở lại gần Lyubtsam. Vì vậy, diễn biến chính của chiến dịch chủ yếu ở một cái "túi" phía Nam tại gần Myasnoy Bor. Chiến tuyến phía Bắc chạy dọc theo sông Volkhov (quân Đức chiếm giữ một số đầu cầu vượt sông ở đây) và chạy qua Kirishi - một đầu cầu vượt sông của quân Đức - từ phía Đông, chạy tới tuyến đường sắt Kirishi - Mga, nơi quân đội Liên Xô cũng chống giữ tạu một chỗ lồi giữa Pogostye và Posadnikov Ostrov.

## Binh lực và kế hoạch

### Quân đội Liên Xô

#### Binh lực
- Một phần Phương diện quân Leningrad (tư lệnh: trung tướng Mikhail Semyonovich Khosin, tham mưu trưởng: trung tướng Dmitriy Nikolayevich Gusev)
  - Tập đoàn quân số 54 (tư lệnh: thiếu tướng I. I. Fedyuninskiy, tham mưu trưởng: thiếu tướng A. V. Sukhomlin, từ ngày 2 tháng 2 là thiếu tướng L. S. Berezinskiy), bao gồm sư đoàn bộ binh cận vệ số 3, sư đoàn bộ binh số 80, 115, 128, 198, 281, 285, 286, 294, 311, lữ đoàn sơn chiến số 1, lữ đoàn hải quân đánh bộ số 6, trung đoàn bộ binh trượt tuyết số 2, tiểu đoàn bộ binh trượt tuyết số 4 và 5, trung đoàn pháo binh số 82, 883, trung đoàn lựu pháo độc lập "Cờ đỏ", tiểu đoàn pháo phản lực số 4 và 2, sư đoàn xe tăng số 20, lữ đoàn xe tăng số 16, 122, đoàn tàu hỏa bọc thép số 60, 18 бомбардировочный, 46, 563 истребительные полки, 116 разведэскадрилья, 5, 109, 135, 136, 262 инженерные, 12 сапёрный
- Phương diện quân Volkhov (tư lệnh: đại tướng K. A. Meretskov, tham mưu trưởng: thiếu tướng G. D. Stelmakh)
  - Tập đoàn quân xung kích số 2 (trung tướng A. A. Vlasov), bao gồm sư đoàn bộ binh số 327, các lữ đoàn bộ binh số 22, 23, 24, 25, 53, 57, 58, 59, các tiểu đoàn trượt tuyết số 39, 40, 41, 42, 43, 44, trung đoàn pháo binh số 18 và 839, tiểu đoàn xe tăng số 160 và 162, trung đoàn tiêm kích số 522, trung đoàn ném bom số 121 và 704, tiểu đoàn công binh số 1741 và 1746
  - Tập đoàn quân số 4 (thiếu tướng P. A. Ivanov, đến ngày 3 tháng 2 năm 1942 là thiếu tướng P. I. Lyapin), bao gồm sư đoàn bộ binh cận vệ số 4, các sư đoàn bộ binh số 44, 65, 92, 191, 310, 377, sư đoàn kỵ binh số 27 và 80, 1 lữ đoàn bộ binh ném lựu, các tiểu đoàn trượt tuyết số 84, 85, 86, 88, 89, 90, tiểu đoàn pháo binh số 881, sư đoàn pháo phản lực số 6 và 9, lữ đoàn xe tăng số 46, các tiểu đoàn xe tăng số 119, 120, 128, lữ đoàn không quân số 3 (bao gồm các trung đoàn tiêm kích số 160, 185, 239, trung đoàn cường kích số 218, trung đoàn ném bom số 225, tiểu đoàn công binh số 159 và 248
  - Tập đoàn quân số 52 (trung tướng N. K. Klykov, đến ngày 10 tháng 1 là trung tướng V. F. Yakovlev), bao gồm các sư đoàn bộ binh số 46, 111, 225, 259, 267, 288, 305, sư đoàn kỵ binh số 25, các trung đoàn pháo binh số 442, 448, 561, trung đoàn pháo chống tăng số 884, tiểu đoàn pháo phản lực số 44, trung đoàn không quân cận vệ số 2, trung đoàn tiêm kích số 513, trung đoàn cường kích số 313, trung đoàn ném bom số 673, các tiểu đoàn công binh số 3, 4, 770, tiểu đoàn công binh đào hầm số 771 sappers, tiểu đoàn công binh bắc cầu số 55
  - Tập đoàn quân số 59 (thiếu tướng I. V. Galanin, từ ngày 25 tháng 4 là trung tướng I. T. Korovnikov), bao gồm các sư đoàn bộ binh số 366, 372, 374, 376, 378, 382, các tiểu đoàn trượt tuyết số 45, 46, 47, 48, 49, 50, các tiểu đoàn pháo phản lực số 104, 105, 203, tiểu đoàn xe tăng số 163 và 166

#### Kế hoạch
Kế hoạch về một đợt tấn công lớn của quân đội Liên Xô ở phía Đông Nam Leningrad được Nguyên soái B. M. Shaposhnikov công bố vào ngày 12 tháng 12 năm 1941. Đến ngày 17 tháng 12, kế hoạch này được đề cập trong chỉ thị số 005826 của Đại bản doanh đối với Phương diện quân Volkhov mới thành lập và số 005822 đối với Phương diện quân Leningrad. Theo kế hoạch, Tập đoàn quân số 54 chỉ đóng vai trò phụ trợ trong đợt tấn công này. Theo dự kiến, nếu kế hoạch tấn công này thành công, quân đội Liên Xô sẽ phá vỡ vòng vây đối với Leningrad, giải phóng tỉnh Novgorod, đánh sập trận địa quân Đức ở mặt trận Tây Bắc (ngoại trừ khu vực Karelia và các vùng lãnh thổ cực Bắc). Khi mặt trận ổn định, cánh phải quân đội Liên Xô tại khu vực này có thể sẽ tiến tới Vịnh Phần Lan còn cánh trái sẽ tiến tới khu vực Soltsy cùng với Phương diện quân Tây Bắc.
Về sau, Phương diện quân Volkhov được tăng cường thêm 2 tập đoàn quân: Tập đoàn quân số 56 và Tập đoàn quân số 26, về sau trở thành Tập đoàn quân xung kích số 2 từng chết đi sống lại nhiều lần tại mặt trận Tây Bắc.
Thjeo thứ tự từ Nam lên Bắc, các Tập đoàn quân của phương diện quân Volkhov có nhiệm vụ như sau:
- Tập đoàn quân số 52 giải phóng Novgorod và tiến tới Soltsy, cắt đứt đường liên lạc của quân địch, ведущие к Волхову và hỗ trợ cho hoạt động quân sự của Phương diện quân Tây Bắc;
- Tập đoàn quân xung kích số 2 tiến tới ga Tsasha, chia cắt Nizovskiy và đánh mạnh vào Luga;
- Tập đoàn quân số 59 tấn công Gruzino, ga Siverskaya và Solosovo;
- Tập đoàn quân số 4 tấn công Kirishi và Tosno, bao vây quân địch ở Mga, sau đó tiến tới Krasnogvardeisk và Ropsha;
- Tập đoàn quân số 54 vốn là một phần của Phương diện quân Leningrad và đóng trú ở khu vực Tây Bắc sông Volkhov, có nhiệm vụ hoạt động phối hợp với Tập đoàn quân số 4;

Trong kế hoạch tác chiến, việc giải phóng Lyuban - thành phố mà tên được dùng để gán cho chiến dịch - chỉ đơn giản là một mục tiêu trung gian trong toàn bộ cuộc tấn công này. Chỉ thị về kế hoạch tấn công không ghi rõ thời gian mục tiêu Lyuban phải hoàn thành, nhưng theo một số tư liệu thì quân đội Liên Xô có nhiệm vụ phải giải phóng thành phố này cùng với Novgorod muộn nhất là ngày 12 tháng 2 năm 1942.
Cuộc tấn công của Phương diện quân Volkhov nằm trong chuỗi kế hoạch tổng phản công đầu năm 1942 của quân đội Liên Xô, tiến hành vào cùng khoảng thời gian với các đợt phản công tại Moskva, Rostov và Tikhvin; với mục tiêu chung được ghi rõ trong Quyết định ngày 5 tháng 1 năm 1942 của Bộ Tổng tư lệnh Tối cao Liên Xô là "đuổi quân Đức sang phía Tây và không cho chúng nghỉ ngơi, buộc chúng phải tiêu hao hết lực lượng dự bị trước khi mùa xuân tới, lúc đó chúng ta sẽ có trong tay những lực lượng dự bị mới to lớn còn bọn Đức thì không, vì vậy điều này sẽ đảm bảo việc tiêu diệt hoàn toàn quân Đức trong năm 1942".

### Quân đội Đức Quốc xã

#### Binh lực
- Cụm Tập đoàn quân Bắc (tư lệnh: Thống chế Wilhelm Ritter von Leeb)
  - Tập đoàn quân số 18 (thượng tướng Georg von Küchler, đến ngày 12 tháng 1 là trung tướng kỵ binh Georg Lindemann)
    - Quân đoàn số 1 (trung tướng bộ binh Kuno-Hans von Both), bao gồm các sư đoàn bộ binh số 11, 21, 215, 254, 291, đến tháng 2-3 năm 1942 được tăng cường thêm các sư đoàn bộ binh số 61, 212, 225
    - Quân đoàn số 28 (trung tướng pháo binh Herbert Loch), bao gồm các sư đoàn bộ binh số 96, 223, 269, về sau được tăng cường thêm một phần binh lực của các sư đoàn bộ binh số 1, 93, 217, sư đoàn sơn chiến số 5 và sư đoàn thiết giáp số 8
    - Quân đoàn số 38 điều từ Tập đoàn quân số 16 từ tháng 2 năm 1942, bao gồm các sư đoàn bộ binh số 126, 250, sư đoàn cảnh vệ SS số 4, sư đoàn bộ binh lựu đạn tình nguyện SS số 23 "Nederland", sư đoàn tình nguyện SS số 27 "Langemarck", đến tháng 2-3 năm 1942 được tăng cường thêm sư đoàn cơ giới hóa số 20, sư đoàn bộ binh số 58, sư đoàn cảnh vệ số 285

  - Tập đoàn quân số 16 (Thống chế Ernst Busch)
    - Quân đoàn số 38 (trung tướng bộ binh Friedrich-Wilhelm von Chappuis), bao gồm các sư đoàn bộ binh số 61, 126, 250, đến tháng 2 năm 1942 thì quân đoàn này được giao hẳn cho Tập đoàn quân số 18

  - Tập đoàn quân không quân số 1
    - Lực lượng của Tổng hành dinh Tập đoàn quân
    - Không đoàn số 1

Đối mặt với quân đội Liên Xô là các Tập đoàn quân số 18 và Tập đoàn quân số 16 của quân Đức. Việc hỗ trợ về mặt không quân do Tập đoàn quân không quân số 1 đảm nhiệm. Ở phía Nam Novgorod là các sư đoàn bộ binh số 250, 126, 215, 61 và 254, và từ Kirishi tới Mga là các sư đoàn bộ binh số 21, 11 và 291.

#### Kế hoạch
Ngày 23 tháng 11 năm 1941, Bộ Tư lệnh tối cao Đức Quốc xã thông báo rằng, nhiệm vụ của Cụm Tập đoàn quân Bắc vào năm 1942 là phải nối kết được với quân đội Phần Lan tại bờ sông Svir. Ngày 9 tháng 12 cùng năm, Thống chế Wilhelm von Leeb ra lệnh tái tổ chức lại hàng ngũ của Cụm Tập đoàn quân Bắc, trên thực tế là quân đội của ông đã phải rút về phía bên kia sông Volkhov, tổ chức phòng thủ và bảo vệ đầu cầu vượt sông tại khúc cong của con sông này. Sau đó, theo kế hoạch, Cụm Tập đoàn quân Bắc sẽ dưỡng binh trong suốt mùa Đông và đến mùa xuân sẽ mở một đợt tấn công mới nhằm đoạt lại Tikhvin và gặp quân Phần Lan ở sông Svir.
Tuy nhiên, không lâu sau đó, Cụm Tập đoàn quân Bắc đã phát hiện các dấu hiệu chuẩn bị tấn công của quân đội Liên Xô tại phía Bắc và phía Nam hồ Ilmen. Trước tình hình này, von Leeb đã yêu cầu được lui binh về phía vùng Ban Tích nhưng không được Hitler chấp nhận. Trái lại, vào cuộc họp ngày 20 tháng 12 năm 1941, Hitler đã yêu cầu Cụm Tập đoàn quân Bắc phải phòng ngự cứng rắn và phải tổ chức một đợt tấn công phủ đầu vào 2 tuần sau cuộc họp này, một nhiệm vụ rõ ràng là bất khả thi đối với Cụm Tập đoàn quân Bắc cho dù quân đội Liên Xô có tổ chức phản công hay không. Dù gì, trước tình hình mới, Cụm Tập đoàn quân Bắc đã gấp rút chuẩn bị các vị trí phòng thủ dự bị dọc theo sông Volkhov để đón cuộc tấn công của quân đội Liên Xô.

## Kết quả
Cuộc tấn công của Phương diện quân Volkhov đã có tác dụng hỗ trợ rất tích cực đối với lực lượng phòng thủ thành phố Leningrad - vốn trong thời gian này chưa đủ mạnh để chống đỡ cuộc tấn công dự kiến vào Leningrad. Hơn 15 sư đoàn Đức (trong đó có 6 sư đoàn và 1 lữ đoàn được điều từ mặt trận phía Tây sang) đã bị trói chân tại khu vực của phương diện quân Volkhov và điều này đã giúp lực lượng phòng thủ gần Leningrad có cơ hội nắm trong tay quyền chủ động chiến trường. Ở đây cần phải chú ý rằng trong đầu năm 1942, quân Đức chưa có bất cứ kế hoạch cụ thể nào trong việc công kích Leningrad, theo cách nhìn nhận này thì cuộc tấn công của quân đội Liên Xô nên được hiểu là đã phá hỏng kế hoạch tấn công xuân-hè vào Tikhvin nhằm hội quân với quân đội Phần Lan tại Svir. Tuy nhiên, đó là tất cả những gì mà quân đội Liên Xô có thể làm được trong trận đánh này.
Chỉ huy của tập đoàn quân số 18 (Đức) nhận định rằng  "nếu mũi đột phá này phối hợp thành công với đòn tấn công vỗ mặt của phương diện quân Leningrad thì một phần lớn binh lực của Tập đoàn quân số 18 sẽ bị tiêu diệt và phần còn lại sẽ bị đẩy lùi về phía Tây." Tuy nhiên, Phương diện quân Leningrad lúc này còn quá yếu để có thể làm được gì. Xét về mặt các mục tiêu chiến dịch, chiến dịch tấn công Lyuban là một thất bại toàn tập. Thành quả chiến thuật của chiến dịch là quá khiêm tốn: một vài đầu cầu trên sông Volkhov và những đột phá khẩu bé nhỏ trong một khu đất nhà thờ ở đồng quê. Не были выполнены ни минимальная задача в виде разгрома группировки немецких войск на Волхове, ни деблокада Ленинграда, ни тем более глобальная задача в виде разгрома Группы армий «Север» и выхода на фронт у Луги

## Đánh giá
Thảm họa tại Lyuban đến từ nhiều nguyên nhân, cả khách quan lẫn chủ quan. Về nguyên nhân khách quan, trước hết, đó là ưu thế đáng kể về mặt binh lực, trang bị, cơ sở vật chất và hậu cần của quân đội Đức cũng như những sai lầm trong cơ cấu và tổ chức của quân đội Liên Xô tại các cấp. Nguyên soái không quân A. P. Sliantyev đã miêu tả về yếu tố này trong trận chiến ở Myasnogo Bora như sau:
| “                 | Khi Tập đoàn quân xung kích số 2 bị tiêu diệt ở vùng đầm lầy Volkhov, chúng tôi thấy rằng đó là kết quả của sự tính toán sai lầm của Bộ Tổng tư lệnh Tối cao. Tôi phụ trách tập đoàn quân này trong vòng 6 tháng và đã mất rất nhiều đồng đội. "Cái chết" của Tập đoàn quân là bi kịch lớn nhất của hàng nghìn binh sĩ và sĩ quan, tất cả trách nhiệm của việc này đều bị đổ lên đầu của kẻ phản bội Vlasov. Mặc dù việc thanh minh cho kẻ phản bội này thật là lố bịch, nhưng sự thật là tập đoàn quân đã nằm trong tình trạng rất thê lương. | ” |
| — A. P. Sliantyev | |   |

Theo nhà sử học B. I. Gavrilov, số phận thê thảm của Tập đoàn quân xung kích số 2 có nguyên do chủ yếu là các tính toán sai lầm trong việc lập kế hoạch tác chiến trong mùa đông năm 1942, của các chỉ huy quân đội Liên Xô và của cả cá nhân I. V. Stalin: đề ra thời hạn không thực tế cho các chiến di5cg lớn và không chuẩn bị đầy đủ nhân lực cũng như vật lực cho lực lượng dự bị chiến lược, vốn được bố trí trải đều trên nhiều hướng và nhiều phương diện quân khác nhau. Việc này đã dẫn tới các thảm họa tại Vyazma, Krym, gần Kharkov, ở Myasnogo Bora, và kết thúc bằng việc quân Đức đã đột phá đến gần Stalingrad. Cụ thể, ông giải thích:
| “                | Mức độ chỉ huy chiến lược kém liên quan tới phương diện quân Volkhov được thể hiện trong mệnh lệnh của Đại bản doanh yêu cầu tung Tập đoàn quân xung kích số 2 vào cái hành lang bé xíu, gần như là đâm đầu vào phòng tuyến của quân địch. Các mệnh lệnh của Stalin đặc biệt sai lầm, khi sự nóng vội mang tính thiếu khôn ngoan bị thế chỗ bởi sự trễ nải quá đáng trong việc ra lệnh rút lui khỏi vòng vây. Phải chăng Stalin cố ý hy sinh toàn bộ tập đoàn quân đang bị bao vây với hy vọng ít nhất sẽ lôi kéo sự chú ý của quân địch khỏi Leningrad ? Vai trò tiêu cực trong chiến dịch Lyuban đã khiến Đại bản doanh không thể phối hợp các hoạt động của Phương diện quân Volkhov và Tập đoàn quân số 54 của Phương diện quân Leningrad, trong khi đáng ra chức năng của Đại bản doanh là phải phối hợp hoạt động giữa các Phương diện quân. Kế hoạch hành động chung của Tập đoàn quân số 54 và số 2 chỉ được Đại bản doanh triển khai từ ngày 28 tháng 2, khi lực lượng tiến công ở Lyuban đã kiệt quệ. Một sai lầm ngớ ngẩn khác của Stalin là quyết định giải thể Phương diện quân Volkhov và điều này đã dẫn tới những hậu quả nghiêm trọng. | ” |
| — B. I. Gavrilov | |   |

Một nguyên nhân khác vừa mang tính khách quan lẫn chủ quan, đó là sự thiếu kinh nghiệm và thiếu huấn luyện của các sĩ quan cao cấp và trung cấp trong quân đội Liên Xô lúc bấy giờ, nó đã góp phần vào thảm họa ở Lyuban cũng như ở nhiều khu vực khác trên mặt trận Xô-Đức năm 1942.
Nguyên nhân chủ quan của thất bại ở Lyuban còn nằm ở những lỗi lầm nghiêm trọng của các đại diện Đại bản doanh tại Phương điện quân Volkhov, cụ thể là L. Z. Mekhlis, K. Ye. Voroshilov và G. M. Malenkov. Đáng ra vai trò của họ phải là điều phối các hoạt động của hai Phương diện quân Leningrad và Volkhov, tuy nhiên những gì họ làm chỉ là ép buộc các chỉ huy Phương diện quân và Tập đoàn quân phải hoàn thành các chỉ tiêu của I. V. Stalin "bằng mọi giá". Điều này đã gây ra những thương vong vô ích và không đáng có cho quân đội Liên Xô.
| “                | Đại diện Đại bản doanh không hề làm gì để cải thiện tình thế cho Phương diện quân Volkhov và Tập đoàn quân xung kích số 2. Mekhlis, Voroshilov và Malenkov chỉ có thể thể hiện năng lực của mình trong việc thực thi các nhiệm vụ với tư cách các chính ủy của Đảng, tuy nhiên nhiệm vụ chỉ huy quân đội đã vượt quá khả năng của họ. | ” |
| — B. I. Gavrilov | |   |

Nhà sử học N. B Olyeinik đã liệt kê các nguyên nhân dẫn đến thất bại ở Lyuban như sau: việc đánh giá sai lầm về tình hình của mặt trận Xô-Đức nói chung, việc tái tổ chức Phương diện quân Volkhov, sự thiếu chuẩn bị về mặt nhân sự cũng như của các chỉ huy, khả năng sản xuất của đất nước chưa phục hồi đầy đủ để đáp ứng cho nhu cầu của các chiến dịch quá tham vọng, thời gian chuẩn bị quá ngắn, việc phối hợp giữa các phương diện quân không tốt, việc chỉ huy còn mắc nhiều nhược điểm lớn, thiếu chú trọng đến huấn luyện binh sĩ cũng như các hoạt động phản công của quân Đức, và hệ thống đường sá yếu kém đã ảnh hưởng nghiêm trọng tới chiến dịch.

## Thương vong

### Quân đội Liên Xô
Theo nghiên cứu thống kê "Thương vong của quân đội Nga và Liên Xô trong các cuộc chiến tranh thế kỷ 20" thì thương vong của Phương diện quân Volkhov và Tập đoàn quân số 54 thuộc Phương diện quân Leningrad trong chiến dịch tấn công Lyuban từ ngày 7 tháng 1 đến 30 tháng 4 là 95.064 chết, mất tích, bị bắt và 213.303 bị thương và bị ốm, tổng thương vong là 308.367 người - lên đến 94,67% lực lượng tham gia chiến dịch.
Số liệu này bị một số người nghi ngờ và họ cho rằng số binh sĩ Liên Xô tử thương (tính luôn cả thương vong do Tập đoàn quân xung kích số 2 bị bao vây tiêu diệt) là 156.000 đến 158.000 người.

### Quân đội Đức Quốc xã
Thương vong của phía Đức thấp hơn nhiều, nhưng chưa được thống kê chính xác. Sư đoàn bộ binh số 215 - lực lượng tham gia bao vây Tập đoàn quân xung kích số 2 - từ giai đoạn 23 tháng 11 năm 1941 (tham chiến chống lại Tập đoàn quân số 52 tại các trận đánh ở Malaya Vishyera) đến 18 tháng 7 năm 1942 (tham chiến trong các chiến dịch tiêu diệt tàn quân của Tập đoàn quân xung kích số 2) tổn thất 961 người chết (trong đó có 20 sĩ quan), 3119 bị thương (64 sĩ quan), 180 mất tích.

### Hồi ký
- Трагедия Мясного Бора: Сборник воспоминаний участников и очевидцев Любанской операции / Сост. Иванова И. А.. — СПб., 2005. — 463 с. — ISBN 5-7325-0849-X
- Василевский А. М. Дело всей жизни. — М: Политиздат, 1978. — 552 с.
- Гальдер Ф. От Бреста до Сталинграда. Военный дневник. Ежедневные записи начальника генерального штаба сухопутных войск 1941—1942 годов. — Смоленск: Русич, 2001. — 656 с. — (Мир в войнах). — ISBN 5-313-00026-8
- Стахов Х. Г. Трагедия на Неве. Шокирующая правда о блокаде Ленинграда. 1941-1944 / Пер. Ю. Лебедева. — М.: Центрполиграф, 2008. — 416 с. — (За линией фронта. Мемуары). — ISBN 978-5-9524-3660-2
- Хаупт В. Группа армий «Север». Бои за Ленинград. 1941 - 1944. / Пер. Е. Захарова. — М.: Центрполиграф, 2005. — 384 с. — (За линией фронта. Мемуары). — ISBN 5-9524-1672-1